# Aleksander Zawisza

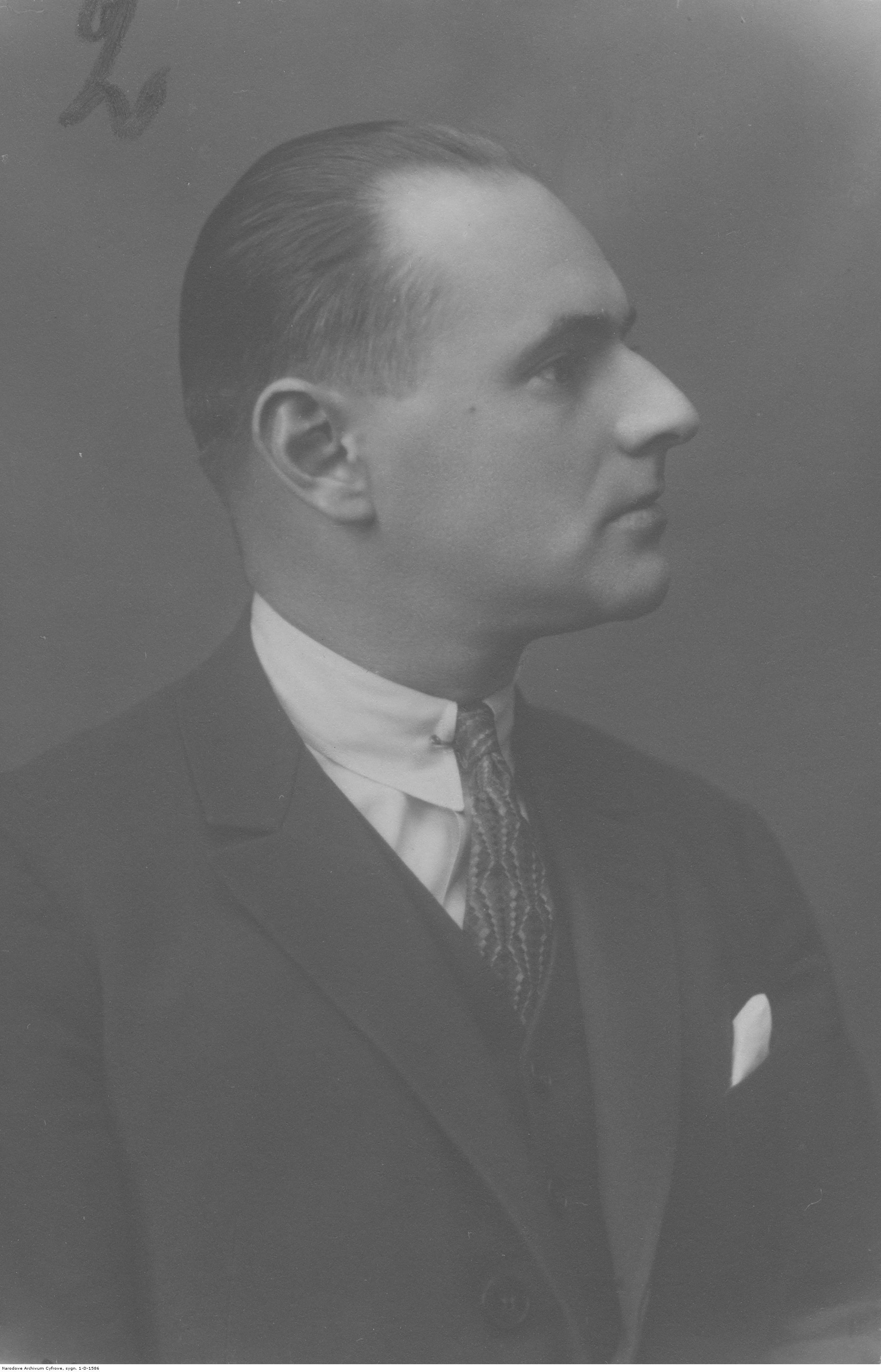
Aleksander Zawisza

Aleksander Zawisza (* 12. Dezember 1896; † 28. März 1977) war ein polnischer Politiker und Ministerpräsident der Polnischen Exilregierung.

## Biographie
Zawisza trat nach der schulischen Ausbildung in den diplomatischen Dienst. Dort wurde er 1940 Botschaftsrat an der Botschaft in Rom. Anschließend war er zwischen 1942 und 1945 als Konsul in Afrika tätig.
Nach dem Ende des Zweiten Weltkrieges floh er in den Westen, wo er bald darauf Mitarbeiter der Exilregierung in London wurde. Am 10. September 1955 wurde er vom Exilministerpräsidenten Antoni Pająk zum Minister für Emigration in dessen Kabinett berufen. Als solcher spielte er 1959 eine maßgebliche Rolle bei der Übergabe des Kriegsarchivs des polnischen Informationsministerium vom Vereinigten Königreich an die Hoover Institution der Stanford University. Des Weiteren bemühte er sich um eine gewisse Neutralität gegenüber den nunmehr kommunistisch geprägten Staaten Volksrepublik Polen, Litauische SSR, Lettische SSR, Tschechoslowakei, Volksrepublik Rumänien und Ungarn.
Am 25. Juni 1965 wurde er dann als Nachfolger Pająks schließlich selbst Ministerpräsident der Polnischen Exilregierung. Dieses Amt hatte er bis zu seiner Ablösung durch Zygmunt Muchniewski am 16. Juli 1970 inne.